# Helichrysum pendulum
 Helichrysum pendulum  Presl, 1826 è una specie di pianta angiosperma dicotiledone della famiglia delle Asteraceae (sottofamiglia Asteroideae).

## Etimologia
Il nome del genere deriva da due parole greche "helios" (=  sole) e "chrysos" (= oro) e fa riferimento alla luminosità dei capolini. L'epiteto specifico (pendulum) indica un portamento pendente.
Il nome scientifico della specie è stato definito dal botanico Carl Bořivoj Presl (1794-1852) nella pubblicazione " Flora Sicula [Presl]" (Fl. Sicul. [Presl] 1: p. xxix) del 1826.

## Descrizione

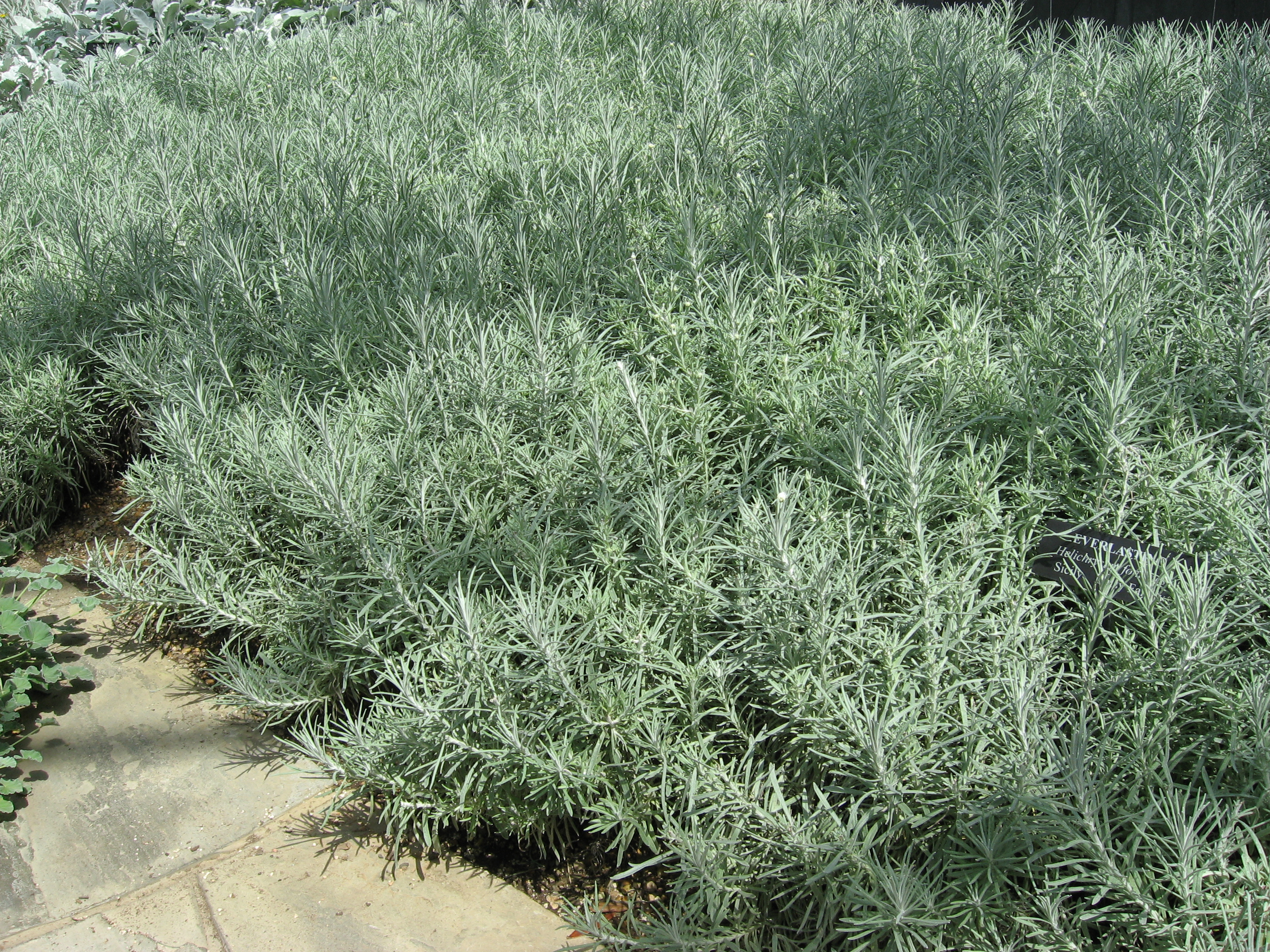
Il portamento

Habitus. La specie di questa voce ha un habitus di tipo erbaceo sub-arbustivo. La forma biologica è camefita suffruticosa (Ch suffr), sono piante perenni e legnose alla base, con gemme svernanti poste ad un'altezza dal suolo tra i 2 ed i 30 cm (le porzioni erbacee seccano annualmente e rimangono in vita soltanto le parti legnose). Il fusto e le foglie sono di colore grigio-cenerino e ricoperte da una fitta peluria lanuginosa. I cauli di queste piante sono provvisti del floema, ma non di canali resiniferi; mentre i sesquiterpeni lattoni sono normalmente assenti (piante senza lattice).
Fusto. La parte aerea in genere è ben sviluppata e eretta. Normalmente il fusto, ghiandoloso, è unico e densamente ramoso. La superficie è lanoso-tomentoso, solitamente anche stipitata o sessile-ghiandolare. I rami fioriferi sono lunghi fino a 60 cm. La parte ipogea è provvista di una modesta radice a fuso e numerose radichette da cui partono vari fusticini ramosi. Altezza media: 3 - 6 dm.
Foglie. Le foglie, cauline, in genere sono disposte in modo alternato e sono sessili. La lamina è intera con forme generalmente da strette (lineari); i margini sono continui (a volte sono revoluti). Spesso la superficie è tomentosa o lanosa (a volte anche stipitato o sessile-ghiandolare).
Infiorescenza. Le sinflorescenze sono composte da diversi capolini raccolti in formazioni corimbose. Le infiorescenze vere e proprie sono formate da un capolino terminale peduncolato di tipo discoide (con fiori omogami) o disciforme (con fiori eterogami). I capolini sono formati da un involucro, con forme emisferiche, composto da diverse brattee, al cui interno un ricettacolo fa da base ai fiori. Le brattee, glabre e colorate di giallo, a consistenza cartacea e lucide (a volte chitinose), sono disposte in modo più o meno embricato su più serie e sono libere o connate alla base (gli strati di stereoma sono divisi o indivisi);  talora possono avere un margine ialino. Il ricettacolo è nudo ossia senza pagliette (raramente ne è provvisto) a protezione della base dei fiori; la forma è piatta. Lunghezza delle brattee: 5 – 6 mm.
Fiori.  I fiori sono tetra-ciclici (formati cioè da 4 verticilli: calice – corolla – androceo – gineceo) e pentameri (calice e corolla formati da 5 elementi). Sono inoltre tubulosi, attinomorfi e si distinguono in:
- fiori del disco esterni: sono femminili e filiformi o sub-radiati; oppure sono assenti;
- fiori del disco centrali: sono ermafroditi.

In questo gruppo di piante i fiori radiati (ligulati o del raggio) sono assenti; a volte sono confusi con i fiori femminili (tubulosi) del disco esterno più o meno sub-zigomorfi con un lembo piatto e possono essere interpretati come fiori del raggio.
- Formula fiorale:

*/x K {\displaystyle \infty }, [C (5), A (5)], G 2 (infero), achenio
- Calice: i sepali del calice sono ridotti ad una coroncina di squame.
- Corolla: la forma della corolla normalmente è tubolare con 5 lobi (raramente 4); i lobi hanno una forma deltata o più o meno lanceolata. I colori della corolla sono generalmente giallo-dorati.
- Androceo: l'androceo è formato da 5 stami sorretti da filamenti generalmente liberi; gli stami sono connati e formano un manicotto circondante lo stilo; le teche (produttrici del polline) sono prive di sperone, ma hanno la coda (una sola); le appendici apicali delle antere hanno delle piatte; il tessuto endoteciale (rivestimento interno dell'antera) è quasi sempre polarizzato (con due superfici distinte: una verso l'esterno e una verso l'interno). Il polline è di tipo echinato (con punte sporgenti) a forma sferica è formato inoltre da due strati di ectesine, mentre lo strato basale è spesso e regolarmente perforato (tipo “gnafaloide”).[8]
- Gineceo: l'ovario è infero uniloculare formato da 2 carpelli. Lo stilo (il recettore del polline) è intero o biforcato con due stigmi nella parte apicale. Gli stigmi hanno una forma troncata; possono essere ricoperti da minute papille o avere dei penicilli apicali. Le superfici stigmatiche sono separate.[8]
- Antesi: da maggio a luglio.

Frutti. I frutti sono degli acheni con pappo. Gli acheni sono piccoli a forma variabile da oblunga a obovoidale (o colonnare); la superficie è glabra oppure percorsa da peli lunghi o corti, clavati o doppi; il pericarpo può essere percorso longitudinalmente da alcuni fasci vascolari o creste. Il pappo, prontamente caduco, in genere ridotto, è formato da una serie di diverse setole capillari (piumose o barbate; ma mai nella parte inferiore) connate o libere.

## Biologia
Impollinazione: l'impollinazione avviene tramite insetti (impollinazione entomogama tramite farfalle diurne e notturne).

Riproduzione: la fecondazione avviene fondamentalmente tramite l'impollinazione dei fiori (vedi sopra).

Dispersione: i semi (gli acheni) cadendo a terra sono successivamente dispersi soprattutto da insetti tipo formiche (disseminazione mirmecoria). In questo tipo di piante avviene anche un altro tipo di dispersione: zoocoria. Infatti gli uncini delle brattee dell'involucro (se presenti) si agganciano ai peli degli animali di passaggio disperdendo così anche su lunghe distanze i semi della pianta. Inoltre per merito del pappo il vento può trasportare i semi anche a distanza di alcuni chilometri (disseminazione anemocora).

## Distribuzione e habitat
Geoelemento: il tipo corologico (area di origine) è Endemico.
Distribuzione: in Italia il suo areale è ristretto alla Sicilia occidentale (distretto drepano-panormitano) Nel resto dell'Europa e dell'areale del Mediterraneo si trova in Spagna e nel Magreb.
Habitat: l'habitat preferito per queste piante sono gli ambienti di gariga e su pareti rocciose calcaree.
Distribuzione altitudinale: sui rilievi montani queste piante si possono trovare fino a quote comprese tra 600 e 1.600 m s.l.m..

## Tassonomia
La famiglia di appartenenza di questa voce (Asteraceae o Compositae, nomen conservandum) probabilmente originaria del Sud America, è la più numerosa del mondo vegetale, comprende oltre 23.000 specie distribuite su 1.535 generi, oppure 22.750 specie e 1.530 generi secondo altre fonti (una delle checklist più aggiornata elenca fino a 1.679 generi). La famiglia attualmente (2021) è divisa in 16 sottofamiglie; la sottofamiglia Asteroideae è una di queste e rappresenta l'evoluzione più recente di tutta la famiglia.

### Filogenesi
Il genere della specie di questa voce è descritto nella tribù Gnaphalieae (una delle 21 tribù della sottofamiglia Asteroideae) e in particolare nella sottotribù Relhaniinae. Da un punto di vista filogenetico, la tribù Gnaphalieae fa parte del supergruppo (o sottofamiglia) "Asteroideae grade"; l'altro è il supergruppo "Non-Asteroideae" contenente il resto delle sottofamiglie delle Asteraceae. All'interno del supergruppo è vicina alle tribù Senecioneae, Calenduleae, Astereae e Anthemideae.
Helichrysum, comprendente oltre 500 specie (è il più grande genere della tribù Gnaphalieae), appartiene al clade Hap, un gruppo informale della sottotribù Gnaphaliinae che occupa una posizione più o meno "basale" ed è "fratello" ai cladi Flag e Australasian. Le specie di questo clade sono caratterizzate dalla divisione dello stereoma sulle brattee involucrali (hanno la base libera) e differiscono dalle "gnaphalie s.s." per i pochi e piccoli capolini, con forme cilindriche e con poche serie di brattee involucrali.
Tutte le specie del genere Helichrysum della flora spontanea italiana appartengono al clade dell'areale congiunto Mediterraneo-Asia e alla sez. Stoechadina (gruppo monofiletico). Si ipotizza che il genere, dall'Africa meridionale (probabile origine del gruppo) giunto nella regione mediterranea, si sia diversificato ed espanso ad est fino all'Asia occidentale e centrale e contemporaneamente abbia subito una riduzione del portamento legnoso.
Sandro Pignatti, nella pubblicazione "Flora d'Italia" (seconda edizione) ha diviso il genere (sempre in relazione alle specie presenti in Italia) in tre gruppi. La specie di questa voce appartiene al gruppo "B-1" caratterizzato da piante inodori, da foglie rigide ricoperte da un tomento fitto (altre specie del gruppo sono: H. panormitanum, H. nebrodense e H. archimedeum). In particolare in questa flora la specie di questa voce è a capo del "Complesso di H. pendulum" comprendente oltre alle specie citate anche H. saxatile e H. errerae. I caratteri più distintivi per questo gruppo sono: il portamento è perenne suffruticoso,  le piante sono robuste con base legnosa, l'altezza varia da 3 - 4 dm, il tomento è bianco, grigio o giallastro, le foglie sono consistenti con forme lineari, i capolini (emisferici) sono lunghi quanto sono larghi.
I caratteri distintivi per la specie  Helichrysum pendulum sono:
- i fusti sono ghiandolosi;
- le foglie inferiori sono lineari;
- i capolini sono lunghi 5 - 7 mm e larghi 5 - 8 mm;
- le brattee dell'involucro sono ottuse con colorazioni giallo-paglierino;
- gli acheni sono lunghi 0,7 - 1 mm e sono ghiandolosi.

Il numero cromosomico della specie è: 2n = 28.

### Variabilità
Per questa specie sono riconosciute le seguenti sottospecie:
- Helichrysum pendulum subsp. boissieri (Nyman) M.B.Crespo & Mateo, 2010 - Distribuzione: Spagna e Marocco
- Helichrysum pendulum subsp. fontanesii  (Cambess.) M.B.Crespo & Mateo, 2010 - Distribuzione: Spagna, Algeria, tunisia e Marocco
- Helichrysum pendulum subsp. pendulum - Distribuzione: Sicilia

### Sinonimi
Sono elencati alcuni sinonimi per questa entità:
- Gnaphalium pendulum C.Presl
- Helichrysum rupestre subsp. pendulum  (C.Presl) Arcang.

Sinonimi della sottospecie boissieri
- Helichrysum boissieri Nyman
- Helichrysum rupestre  Boiss.

Sinonimi della sottospecie fontanesii
- Helichrysum fontanesii  Cambess.
- Gnaphalium conglobatum  Viv.
- Gnaphalium crassifolium  Guss. ex Ten.
- Helichrysum fontanesii var. latifolium  Font Quer
- Helichrysum rupestre f. latifolium  (Font Quer) O.Bolòs & Vigo

Sinonimi della sottospecie pendulum
- Gnaphalium ambiguum  Guss. ex Ten.
- Gnaphalium glutinosum  Ten.
- Gnaphalium glutinosum var. medium  Kuntze
- Gnaphalium glutinosum var. puberulum  Kuntze
- Gnaphalium glutinosum var. viscosissimum  Kuntze
- Gnaphalium lanceolatum  Mottet
- Gnaphalium pedunculare  L.
- Gnaphalium tomentosum  S.Mottet
- Helichrysum glutinosum  Ten. ex Nyman
- Helichrysum pendulum var. compactum  Guss.
- Helichrysum porcarii  Tineo ex Lojac.
- Helichrysum rupestre subsp. glutinosum  (Ten.) Nyman
- Helichrysum rupestre subsp. rouyi  Mateo & M.B.Crespo
- Helichrysum wickstromii  Tineo ex Lojac.